# Lirceus megapodus
Lirceus megapodus is een pissebed uit de familie Asellidae. De wetenschappelijke naam van de soort is voor het eerst geldig gepubliceerd in 1949 door Hubricht & Mackin.